# Deportivo La Coruña (Frauenfußball)
Die Frauenfußballabteilung von Real Club Deportivo de La Coruña, auch bekannt unter dem Sponsornamen Deportivo ABANCA, wurde im Jahr 2016 gegründet.

## Geschichte

### Karbo Deportivo (1983–1988)
Die erste Frauenfußballabteilung von Deportivo La Coruña hat ihren Ursprung im 1968 gegründeten unabhängigen Verein Karbo Club de Fútbol. Dieser gilt als einer der Pioniere des Frauenfußballs in Spanien und gewann im Jahr 1981 die erste, damals noch nicht vom Verband anerkannte, Austragung des spanischen Pokals. Als das Turnier im Jahr 1983 schließlich erstmal mit offiziellem Charakter und unter der Schirmherrschaft des spanischen Fußballverbandes veranstaltet wurde, setzte sich Karbo CF mit 4:1 im Endspiel gegen Provenir CF aus Madrid durch. Im November dieses Jahres schlossen Karbo CF und Deportivo La Coruña ein Abkommen, wonach die Mannschaft fortan die Frauenabteilung von Deportivo wurde. Das Team firmierte danach als Karbo Deportivo und konnte sowohl 1984 als auch 1985 seinen Titel im spanischen Pokal erfolgreich verteidigen. In den folgenden drei Jahren scheiterte Karbo Deportivo jeweils im Halbfinale. Im Jahr 1988, unmittelbar bevor die spanische Meisterschaft im Ligamodus ins Leben gerufen wurde, entschloss sich Deportivo La Coruña aus finanziellen Gründen zur Schließung der Frauenfußballabteilung.

### Frauenfußballabteilung von Deportivo La Coruña (seit 2016)
Im Jahr 2016, 28 Jahre nach der Schließung von Karbo Deportivo, entschloss sich Deportivo La Coruña erneut zur Gründung einer Frauenfußballsektion. Hierzu wurde der Startplatz vom Lokalrivalen Orzán Sociedad Deportiva in der zweiten Spielklasse übernommen. In den Spielzeiten 2016/17 und 2017/18 landete die erste Mannschaft jeweils auf dem zweiten und dritten Platz der Gruppe I. Der Aufstieg in die Primera División gelang schließlich in der Saison 2018/19, Deportivo beendete die Gruppenphase auf dem ersten Platz und qualifizierte sich für das Aufstiegsplayoff, wo sich das Team gegen Alhama CF und CD Femarguín nach Hin- und Rückspiel jeweils mit 6:1 durchsetzen konnte.
In ihrer ersten Saison in der Primera División überraschten die Damen von Deportivo La Coruña und beendeten die aufgrund der COVID-19-Pandemie nach 21 von 30 Spieltagen abgebrochenen Liga auf dem vierten Platz.

## Erfolge
- Spanischer Pokal: 1983 (als Karbo CF noch keine Abteilung von Deportivo), 1984, 1985

## Bekannte Spielerinnen
- Teresa Abelleira
- Lady Andrade
- Athenea del Castillo
- Gabriela García
- María Méndez
- Misa Rodríguez